# Синалепа (аэродром)

Синалепа — полевой военный аэродром у деревни Синалепа в уезде Ляэнемаа Эстонии, расположенный в 12 километрах к югу от города Хаапсалу. 
В настоящее время заброшен.

## Предвоенный период, Вторая Мировая
Был построен в 1939-м году вошедшими на территорию Эстонии частями Красной Армии. Аэродром имел грунтовое покрытие.
В декабре 1939 года сюда прибыли самолёты "особой авиагруппы" (ОАГ), созданной решением Главного командования (директива № 0473 от 15.12.1939 г.) для разрушения морских портов в Ботническом заливе и железнодорожных узлов на территории Финляндии. ОАГ состояла из 32 бомбардировщиков СБ и 31 истребителя И-153. Одним из первых заданий для авиагруппы стала бомбардировка Нумоярви (так указано в документации; возможно, имелось в виду Нурмиярви), где, по данным советской разведки, в тот период находилось финское главное командование.
С января 1940 года здесь базировался 35-й скоростной бомбардировочный авиаполк (35 сбап), 50 бомбардировщиков СБ, совершавших вылеты в направлении Финляндии в ходе Советско-финской войны. В июле 1940 года 35-й сбап переместился на близрасположенный аэродром Хаапсалу. В Синалепа в том же июле приземлились самолёты 53-го дальнебомбардировочного авиаполка (53 дбап). В сентябре 1940 года 53 дбап убыл отсюда под Новгород, аэродром Кречевицы.
Об использовании аэродрома в ходе Великой Отечественной войны 1941-1944 годов сведений нет.

## Мирный период
После войны аэродром не использовался. В настоящее время на бывшем лётном поле находятся поля местного сельского хозяйства.